# Liste der Bodendenkmäler in Michelsneukirchen
Auf dieser Seite sind die Bodendenkmäler in der Oberpfälzer Gemeinde Michelsneukirchen zusammengestellt. Diese Tabelle ist eine Teilliste der Liste der Bodendenkmäler in Bayern. Grundlage ist die Bayerische Denkmalliste, die auf Basis des Bayerischen Denkmalschutzgesetzes vom 1. Oktober 1973 erstmals erstellt wurde und seither durch das Bayerische Landesamt für Denkmalpflege geführt wird. Die folgenden Angaben ersetzen nicht die rechtsverbindliche Auskunft der Denkmalschutzbehörde.

## Bodendenkmäler der Gemeinde Michelsneukirchen

### Bodendenkmäler in der Gemarkung Michelsneukirchen
| Lage                         | Objekt | Akten-Nr.     | Bild |
| ---------------------------- | --- | ------------- | ---- |
| Michelsneukirchen (Standort) | Mittelalterlicher Erdstall. | D-3-6840-0052 |      |
| Michelsneukirchen (Standort) | Archäologische Befunde des Mittelalters und der frühen Neuzeit im Bereich der Katholischen Filialkirche St. Ägidius in Dörfling, darunter die Spuren von Vorgängerbauten bzw. älterer Bauphasen sowie ein mittelalterlicher Erdstall. | D-3-6840-0053 |      |
| Michelsneukirchen (Standort) | Mesolithisches und neolithisches Silexabbaurevier. | D-3-6841-0003 |      |
| Michelsneukirchen (Standort) | Mesolithische Freilandstation. | D-3-6841-0004 |      |
| Michelsneukirchen (Standort) | Mittelalterlicher Erdstall. | D-3-6841-0006 |      |
| Michelsneukirchen (Standort) | Archäologische Befunde des Mittelalters und der frühen Neuzeit im Bereich der Katholischen Wallfahrtskirche St. Quirinus in Quer, darunter die Spuren von Vorgängerbauten bzw. älterer Bauphasen.                                     | D-3-6841-0087 |      |
| Michelsneukirchen (Standort) | Mittelalterlicher Erdstall. | D-3-6841-0088 |      |
| Michelsneukirchen (Standort) | Frühneuzeitliche Hofwüstung Zwinger. | D-3-6841-0123 |      |
| Michelsneukirchen (Standort) | Frühneuzeitliche Hofwüstung „Elend“. | D-3-6841-0127 |      |
| Michelsneukirchen (Standort) | Archäologische Befunde des Mittelalters und der frühen Neuzeit im Bereich der Katholischen Pfarrkirche St. Michael in Michelsneukirchen, darunter die Spuren von Vorgängerbauten bzw. älterer Bauphasen.                              | D-3-6841-0131 |      |